# Montagne Sainte-Geneviève

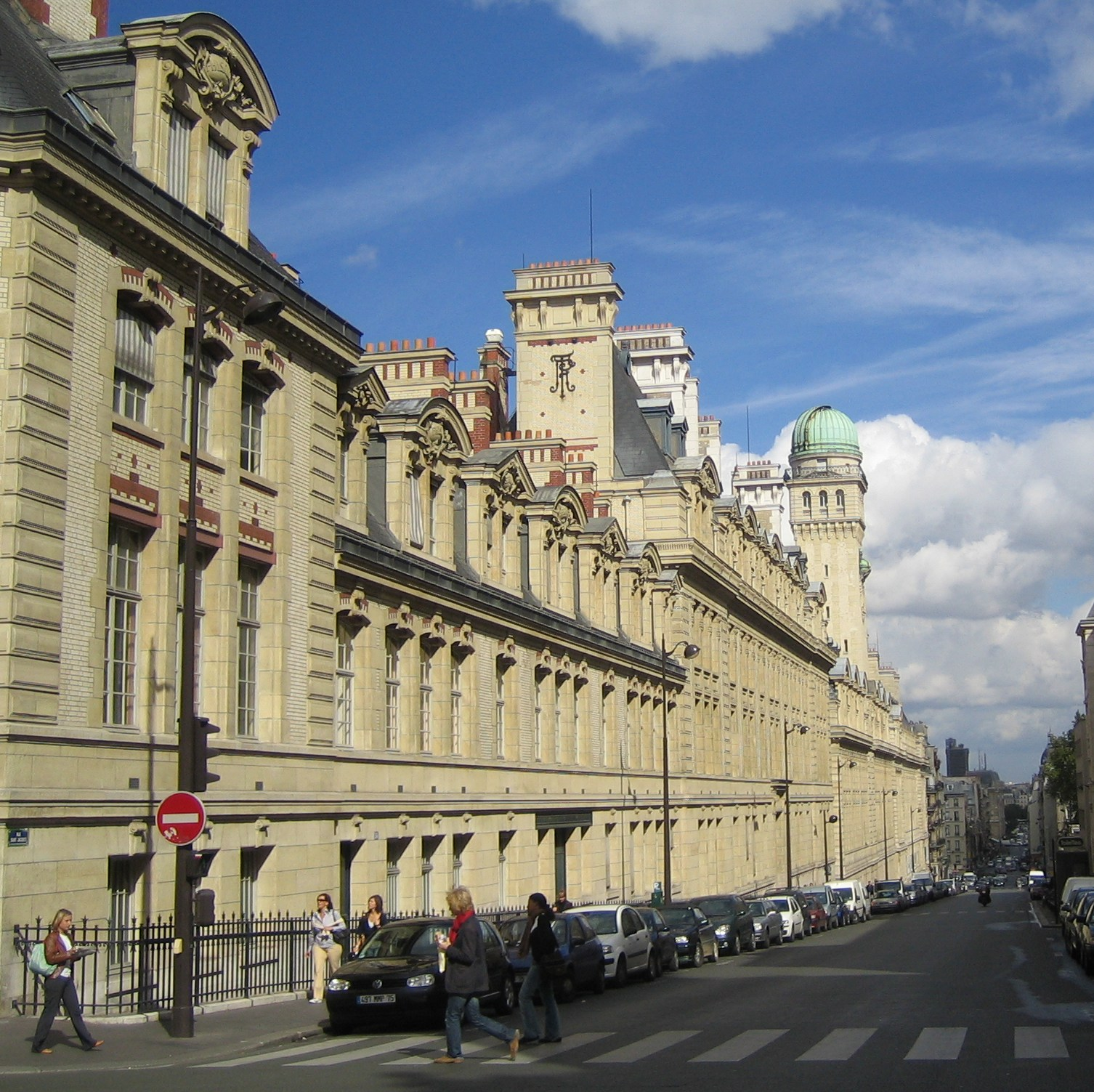
Die Rue Saint-Jacques und die Sorbonne, auf der Nordseite des Genovevabergs

Der Montagne Sainte-Geneviève (deutsch Hügel der heiligen Genoveva) ist eine natürliche Erhebung im 5. Arrondissement von Paris, der nach der Pariser Schutzheiligen Geneviève benannt ist. Er steigt vom linken Ufer (Rive Gauche) der Seine auf eine Höhe von 61 m an und wird vom Panthéon gekrönt. In früheren Zeiten floss an seinem östlichen Fuß die inzwischen unterirdisch verlaufende und mit dem Kanalisationssystem verbundene Bièvre, die auf der Höhe der östlichen Spitze der Île de la Cité in die Seine mündet.
An den Hängen des Hügels entstand das Quartier Latin.

## Geschichte
Die Ufer der Seine in der Umgebung von Paris waren seit dem Neolithikum bewohnt. Die erste keltische Siedlung der Parisii konzentrierte sich auf die größere der Seineinseln, die Lutetia genannt wurde.

### Gallo-römische Zeit
Im Zuge der Eroberung Galliens durch Julius Caesar wurde nach der Schlacht von Alésia im Jahre 52 v. Chr. auch Lutetia von den Römern eingenommen, ein Ereignis, durch das sich das kleine Dorf Lutetia in eine gallo-römische Stadt verwandelt hatte. Die neuen Herrscher wählten aus strategischen Gründen für den Aufbau einer neuen Stadt nach römischem Vorbild die dominante Lage am Nordhang des Hügels, der sich auf der Rive Gauche, dem linken, südlichen Seineufer erhob. Von dort konnten sie die gallische Inselsiedlung und die Seine beobachten und damit auch den Handel auf der Seine kontrollieren. Die ältesten Überreste römischer Besiedelung datieren etwa um die Jahrtausendwende, am Anfang des 1. Jahrhunderts n. Chr.
Es entstand eine typische römische Colonia, eine neu gegründete Provinzstadt zur Sicherung eroberter Gebiete. Ihr Mittelpunkt wurde das nur wenige Meter unter dem Gipfel des Hügels errichtete Forum.
Das Straßennetz
An die Römerzeit erinnert heute am Montagne Sainte-Geneviève – abgesehen von dem Amphitheater und den Thermen – nur noch das mit zwei rechtwinklig zueinander angelegten Hauptverkehrsachsen nach römischem Schema schachbrettförmig gestaltete Straßennetz. Der vom Norden zum Süden verlaufende Cardo entspricht der Rue Saint-Jacques. Er wurde von der parallelen via inferior, dem heutigen Boulevard Saint-Michel, entlastet. Ein halber Decumanus wurde bisher nur auf dem rechten Ufer unter der Rue Saint-Antoine eindeutig identifiziert, der Verlauf des vom Osten zum Westen führenden Haupt-Dekumanus des linken Ufers ist fraglich. Er wurde im Laufe der Jahrhunderte überbaut und ist heute nicht mehr zu erkennen. Er könnte durch den heutigen Jardin du Luxembourg geführt haben oder sich an Stelle der Rue des Écoles befunden haben. Alle anderen Straßen verliefen parallel zu diesen beiden Achsen und teilten die Stadt in gleich große Wohnblöcke, sogenannte Insulae. Die Straßen liegen heutzutage noch immer an derselben Stelle.
Das Forum
Das Forum, der Marktplatz und Versammlungsort und somit das Zentrum einer jeden römischen Stadt, befand sich auf dem Gipfel des Genovevabergs, etwa 200 Meter westlich des Pantheons, nach Westen von dem Boulevard Saint-Michel, nach Süden von der Rue Sufflot und nach Osten von der Rue Saint-Jacques (der Cardo) begrenzt.
Das Jahr der Erbauung ist in der Mitte des 1. Jahrhunderts nach Christus anzusetzen, also zwischen 41 und 79 nach Christus. Die Einheitlichkeit des Grundrisses lässt auf einen einzigen Architekten schließen, jedoch wurden auch Stilmerkmale, z. B. an Säulenkapitellen gefunden, die auf Umbauarbeiten im 2. Jahrhundert nach Christus schließen lassen.
Das Forum war rundum von zur Mitte hin offenen Säulenhallen begrenzt, an der Westseite befand sich eine überdachte Halle, Basilica genannt, die sowohl als Handels- als auch als Gerichtsplatz diente. Der Zugang zum Forum erfolgte über zwei Tore an der Nord- und der Südseite.
Die Thermen von Cluny
Eine weitere Einrichtung, die sich in fast allen römischen Städten fand, waren die Thermen, öffentliche Bäder, die nicht nur alleine zum Baden dienten, sondern auch zur Körperpflege und Hygiene in Allgemeinen beitrugen. Außerdem stellten sie eine Art gesellschaftlichen Treffpunkt dar. Die Pariser Thermen sind teilweise noch erhalten. Sie befanden sich zwischen den Straßen Boulevard Saint-Germain und der Rue des Écoles. Sie bedeckten genau einen Wohnblock (Insula) im rechteckigen Bauplan der römischen Stadt. Heute liegt an ihrer Stelle der Haupthof des Musée national du Moyen Âge (Nationales Mittelaltermuseum).
Der Aquädukt
Insbesondere wegen der Thermen hatte die römische Stadt einen enormen Wasserbedarf, so dass Wasser aus dem Umland mithilfe eines Aquädukts herbeigeschafft werden musste. Wasser, das aus Quellen bei den heutigen Orten Chilly-Mazarin, Morangis, Wissous und Paray-Vieille-Poste, die alle ca. 16 km südlich von Paris liegen, wurde mithilfe eines 26 km langen Systems aus Kanälen und Wasserleitungen in die Stadt geleitet.

### Mittelalter
Auf dem Gipfel dieses Hügels gründete der französische König Chlodwig I. im 5. Jahrhundert das Kloster der heiligen Apostel zu Paris. Die heilige Genoveva von Paris pflegte auf einem bestimmten Pfad, der Rue de la montagne Sainte-Geneviève, auf den Hügel hinaufzusteigen. Bald darauf wurde das Kloster umbenannt in Abtei Sainte-Geneviève. Chlodwig und die heilige Genoveva wurden dort begraben.

### Neuzeit
Heute ist das dominierende Gebäude auf dem Montagne Sainte-Geneviève das 1790 fertiggestellte Panthéon. Dieses Gebäude wurde als Kirche der Abtei der heiligen Genoveva vom französischen König Ludwig XV. in Auftrag gegeben, um einen Schwur einzulösen: schwer erkrankt hatte er gelobt, der Genoveva von Paris eine neue Kirche errichten zu lassen, wenn er genesen würde.
Der Montagne Sainte-Geneviève ist Teil des Universitätsviertels Quartier Latin. Es befinden sich dort, teilweise auf dem früheren Klostergund, eine Reihe von bedeutenden Bildungs- und Forschungseinrichtungen.

## Bildungs- und Forschungseinrichtungen
- die Sorbonne, Stammhaus der Pariser Universität,
- das Collège de France,
- die École normale supérieure,
- das Institut Curie,
- das Lycée Henry IV,
- das Lycée Louis-le-Grand,
- das Lycée Saint-Louis,
- die frühere Fakultät für Rechtswissenschaften,
- die ehemalige École polytechnique

Koordinaten: 48° 51′ N, 2° 21′ O